# Araripemys barretoi
L'araripemide (Araripemys barretoi) è una tartaruga estinta, appartenente ai pleurodiri. Visse nel Cretaceo inferiore (Albiano, circa 112 - 110 milioni di anni fa) e i suoi resti fossili sono stati ritrovati in Sudamerica (Brasile).

## Descrizione
Questa tartaruga era lunga poco più di 30 centimetri, ed era caratterizzata da un carapace molto appiattito, finemente ornamentato. Il collo era molto lungo e il piastrone era ridotto, privo di mesoplastra e scudi golari. L'entoplastron era a forma di V capovolta, mentre gli epiplastra a forma di J andavano a formare anteriormente una struttura appuntita. Le postzigapofisi delle vertebre cervicali dalla 2 alla 8 erano unite a formare una singola superficie articolare. La prima vertebra toracica era fortemente suturata alla vertebra nucale. 

## Classificazione
Descritta per la prima volta da Price nel 1973, Araripemys barretoi è nota grazie a numerosi fossili provenienti famosa "Chapada do Araripe" del nord-est del Brasile. I fossili, conservatisi tridimensionalmente, sono stati studiati in dettaglio e hanno permesso di attribuire con sicurezza Araripemys al gruppo dei pelomedusoidi, un gruppo di cheloni pleurodiri ancora ben rappresentati attualmente; Araripemys è pertanto uno dei più antichi pelomedusoidi noti. Inizialmente Araripemys venne attribuito a una famiglia a sé stante (Araripemydidae); successivamente, a causa di alcune caratteristiche il genere è stato variamente accostato ai pelomedusidi propriamente detti (per le affinità delle caratteristiche del cranio, in particolare della regione otica) o ai chelidi (l'assenza di mesoplastra). Più recentemente Araripemys è considerato effettivamente parte di una radiazione a sé stante (Araripemydidae), basale sia ai pelomedusidi che ai chelidi. Un altro membro di questa famiglia è Laganemys, del Cretaceo inferiore del Niger.

## Paleobiologia
I fossili di Araripemys provengono da varie formazioni della Chapada do Araripe, in particolare dalla formazione Crato e dalla formazione Romualdo. Sembra che il paleoambiente della prima fosse costituito da un mangrovieto (ipotesi corroborata dalla presenza di tartarughe giovani e di pesci, anuri e insetti), mentre quello della formazione Romualdo sembrerebbe essere stato una laguna. Il fatto che questa tartatuga sia stata ritrovata in paleomabienti piuttosto distinti suggerisce che Araripemys fosse un animale adattatosi a differenti livelli di salinità (Oliveira e Kellner, 2015). 